# Corynethrix obscura
Corynethrix obscura là một loài nhện trong họ Thomisidae.
Loài này thuộc chi Corynethrix. Corynethrix obscura được Ludwig Carl Christian Koch miêu tả năm 1876.